# Зелене склепіння
Музей «Зелене склепіння» (нім. Grünes Gewölbe) — знаменита колекція коштовностей в Дрездені, колишня князівська скарбниця Веттінів, що охоплює період від Ренесансу до класицизму. Назва найбагатшої колекції коштовностей в Європі походить від колон Залу коштовностей «Pretiosensaal» (від лат. pretios — цінний), що мали малахітово-зелений колір, а зараз закриті дзеркалами.
Музей «Зелене склепіння» входить до складу Державних художніх зібрань Дрездена і є їхнім історичним ядром, з якого виділилися окремі музейні колекції, наприклад, Фізико-математичний салон та Збройова палата.
Колекція демонструється у двох постійних експозиціях — «Історичне зелене склепіння»  та  «Нове зелене склепіння» , що розташовані в західному крилі дрезденського палацу-резиденції.

## Історія

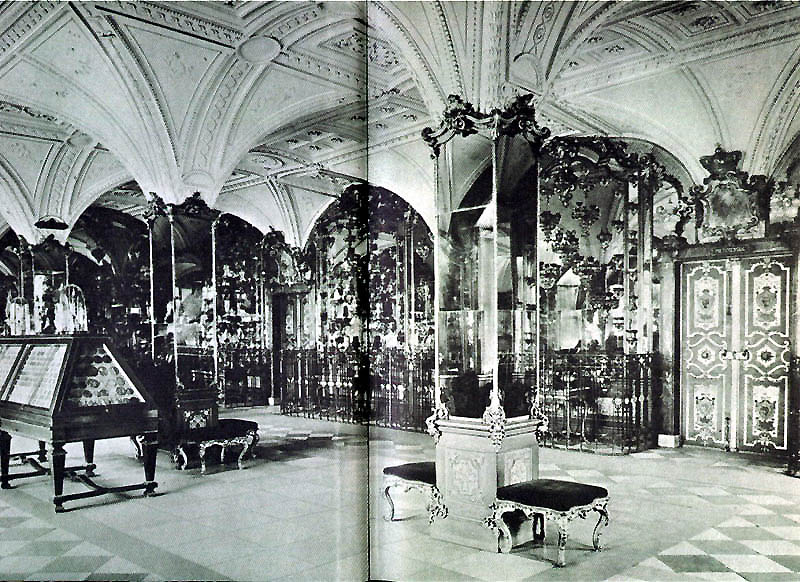
Зал «Pretiosensaal», 1904 р.

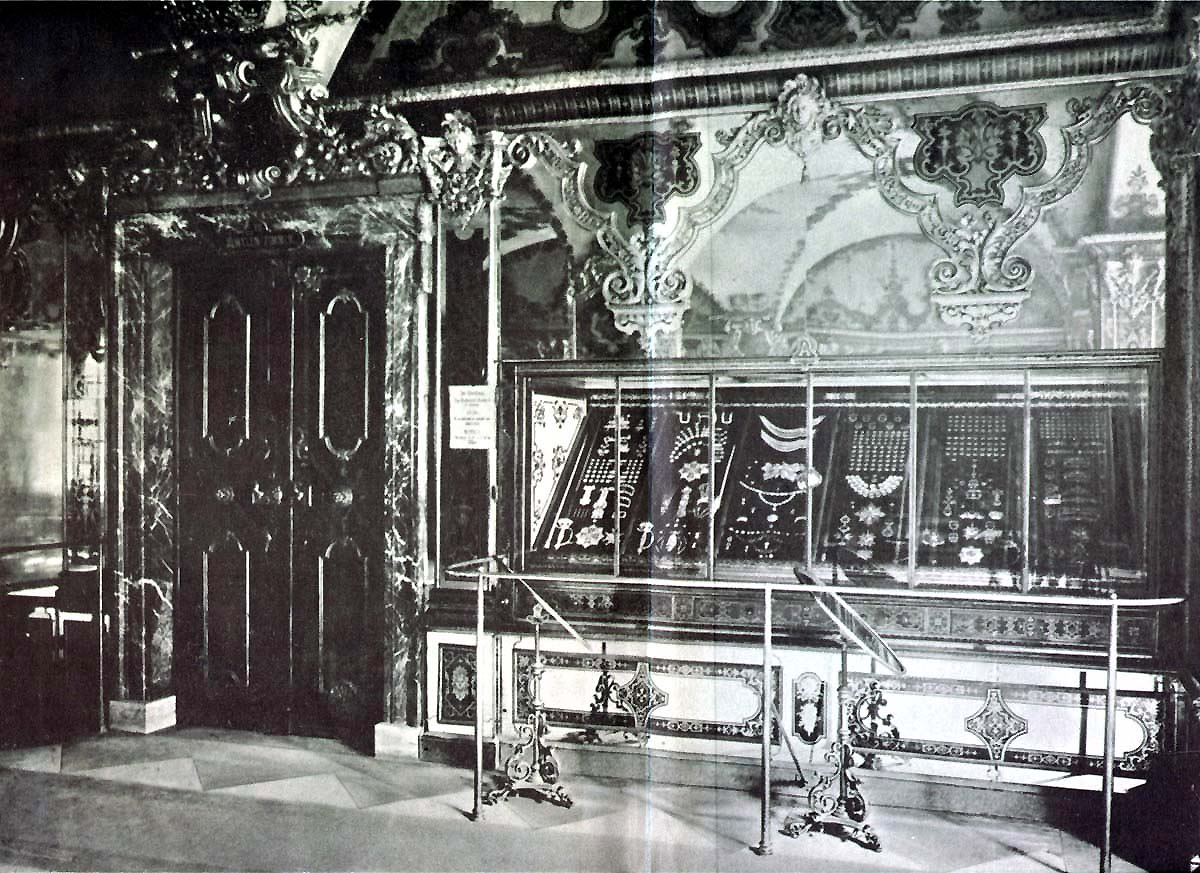
Ювелірна кімната, 1904 р.

Частина приміщень дрезденської резиденції, де зараз розміщується скарбниця, ще в XVI ст. носили назву  «таємне сховище» . Тут зберігалися цінні предмети і виготовлялося їхнє обрамлення, але для публіки колекція була закрита. Ці приміщення вважалися найбільш безпечними у випадку пожежі.
Саксонський курфюрст та король Польщі Август Сильний в 1723—1729 роках велів облаштувати в 9 залах кунсткамеру, де відвідувачі в оточенні барокової архітектури могли ознайомитися з художніми експонатами та раритетами, зібраними ним та його попередниками. Під час будівельних робіт до старих приміщень «Зеленого склепіння» було приєднано 8 додаткових кімнат. Архітектурний проект скарбниці виконав Маттеус Даніель Пеппельманн, автор Цвінгера, внутрішнє оформлення було доручено  Ремону Лепла (Raymond Leplat). У цьому вигляді «Зелене склепіння» збереглося аж до XX століття. Тож музей може претендувати на звання найдавнішого музею світу, яке зараз неофіційно носить Британський музей.
Під час бомбардування Дрездена 13 лютого 1945 р. було зруйновано три з дев'яти залів скарбниці. Самі експонати за кілька років до цього були перевезені в фортецю Кенігштайн. В кінці Другої світової війни вони були вивезені в СССР та 1958 року повернуті в соціалістичну НДР за рішенням радянського уряду.
З 1959 року до початку 2004 року експозиція «Зеленого склепіння» тимчасово розташовувалася в дрезденському Альбертінумі. 7 вересня 2004 р. відкрилися 10 виставкових залів «Нового Зеленого склепіння» на другому поверсі західного крила палацу-резиденції.
1 вересня 2006 року після реконструкції відкрилося «Історичне Зелене склепіння», що займає 2000 кв.м. на першому поверсі палацу. Інтер'єри було відновлено за збереженими документами 1733 р. і максимально відтворюють оригінальний вигляд скарбниці Августа Сильного. На своє історичне місце повернулося понад 3000 експонатів. Тільки відновлення історичного оформлення стін обійшлося землі Саксонія в 13 млн євро, а загальна сума видатків на реставрацію «Зеленого склепіння» становила 45 млн євро.
2007 року, у перший рік після реставрації, «Зелене склепіння» відвідали 460 тисяч осіб.
25 листопада 2019 року всесвітньо відому скарбницю пограбували невідомі. За даними МВС Саксонії, сума збитку оцінюється приблизно в мільярд євро. Зловмисники, яким удалося втекти, пошкодили електропостачання, проникли до скарбниці через вікно, звідки забрали коштовності, але залишили великі предмети, на кшталт, ваз і картин.(докладніше див. пограбування музею «Зелене склепіння»).

## Експозиція

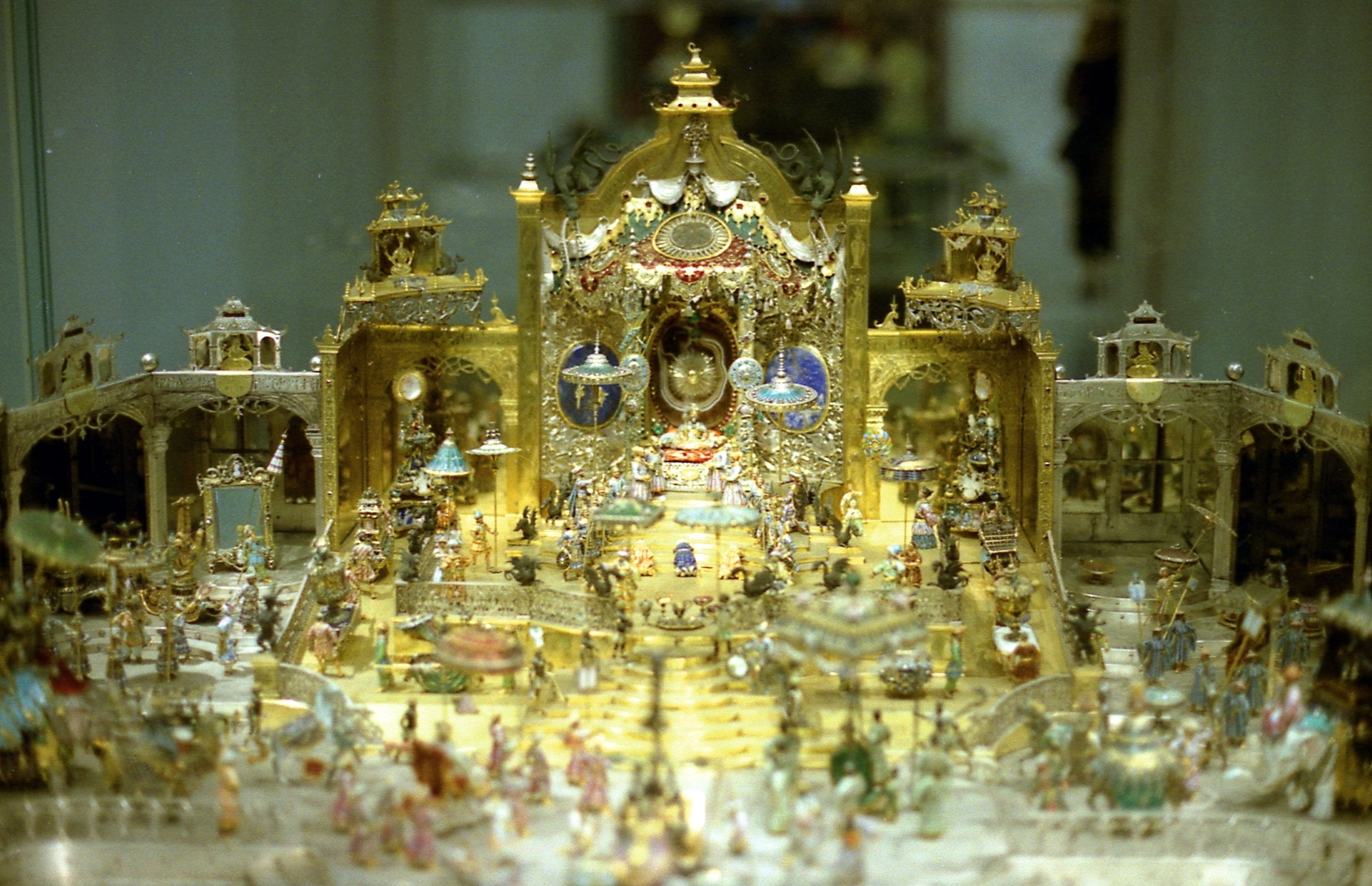
Фігурна композиція «Палацовий прийом в Делі у день народження Великого Могола Аурангзеба» зі 137 людськими фігурками (фрагмент композиції)

У колекції саксонських курфюрстів та королів налічується більше 4000 унікальних витворів мистецтва. У нових залах «Зеленого склепіння» представлено майже 1100 предметів ювелірного мистецтва, близько 3000 предметів знаходяться в експозиції історичних залів. Зважаючи на обмеженість площ в експозицію музею включено лише найвідоміші та найцінніші шедеври ювелірної справи.
На відміну від експозиції в «Новому Зеленому склепінні» на другому поверсі музею, де в центрі уваги знаходяться самі предмети мистецтва, в історичних залах «Зеленого склепіння» інтерес для відвідувачів становлять і самі розкішні інтер'єри.
Багато визначних творів з колекції музею було створено придворним ювеліром Йоганном Мельхіором Дінглінгером та його синами:

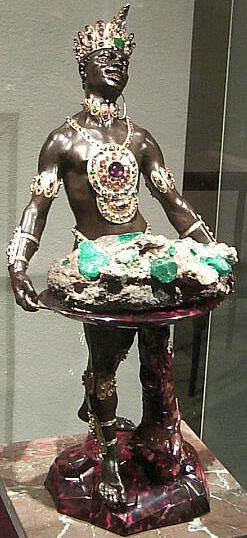
Мавр зі смарагдовим штуфом

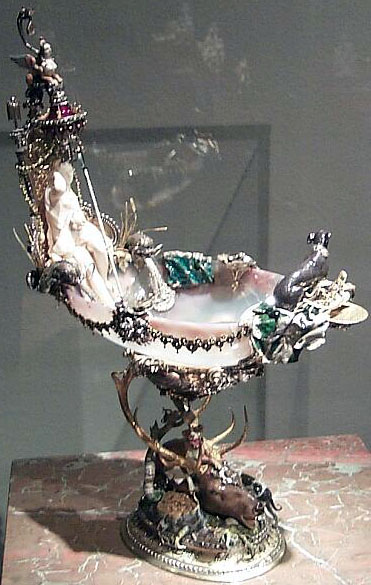
Купальня Діани

- Мавр зі смарагдовим штуфом — скульптура з грушевого дерева висотою 64 см прикрашена смарагдами, рубінами, сапфірами, топазами, гранатами, альмандинами з використанням деталей з черепахового панцира. «Мавра» було створено у співпраці з Бальтазар Пермозер, він датується приблизно 1724 роком. Мавр, тобто африканець, судячи з його прикрас мав за оригінальним задумом уособлювати індіанця.
- Фігурна композиція  «Палацовий прийом в Делі у день народження Великого Могола Аурангзеба»  відображає уявлення європейських монархів про пишність палацу Могула. Ні Август Сильний, ні Дінглінгер ніколи не були в Індії, тому твір створювався виключно на основі оповідей. Після довгої та клопіткої роботи в період з 1701 до 1708 року з'явилася настільна композиція мініатюр розміром 58 см х 142 см х 114 см, що складається з 137 людських фігур, а також тварин, прикрашених 5 223 діамантами, 189 рубінами, 175 смарагдами, одним сапфіром і 53 перлинами. Цей шедевр обійшовся саксонському курфюрсту в 58 485 рейхсталерів, що становило на ті часи річний дохід цілої тисячі чиновників. «Палацовий прийом» з 2004 року розміщується в експозиції нових залів «Зеленого склепіння».
- Обеліск Августа (лат. Obeliscus Augustalis) створений в період з 1719 по 1721 роки. Це складний у виконанні картуш заввишки близько 2,3 м з овальним зображенням Августа Сильного в центрі. У його композиції налічується 240 гем та камей, оброблених каменів та скульптур, покритих золотою емаллю. Його вартість на момент виготовлення прирівнювалася до вартості барокового палацу.
- Купальня Діани — декоративна чаша зі скульптурним зображенням римської богині. Чаша з халцедону в золотій оправі висотою 38 см була створена 1705 року й прикрашена перлами, діамантами, емаллю, орнаментом на сріблі та сталі та скульптурними зображеннями тварин. Основа вази виконана у формі емальованої голови оленя.
- Золотий кавовий сервіз , що був виготовлений у 1697–1701 роки. Для його створення використовувалися такі матеріали, як золото, срібло, емаль, слонова кістка та близько 5600 діамантів. Сервіз оцінювався на 50 000 талерів — еквівалент палацу. Експонується в нових залах «Зеленого склепіння».

Окрім творів придворних ювелірів у «Зеленому склепінні» представлені унікальні шедеври мистецтва. Частину з них було подаровано саксонському курфюрсту європейськими монархами:
- Дрезденський зелений діамант на 41 карат — один з найбільших діамантів у світі. Припускають, що він був виявлений в Індії. Своїм унікальним зеленим кольором зобов'язаний природній радіоактивності.
- Білий саксонський діамант на 48 карат, а також єдиний у своєму роді  сапфір на 648 карат  були подаровані Петром Першим.
- Вишнева кісточка , на якій вирізано 185 портретів. Цей витвір мистецтва було створено 1589 року з використанням лупи. Вишнева кісточка оправлена в дорогу сережку. Фактично можна розрізнити принаймні 113 осіб.
- Бурштинова шафа-кабінет , що була подарована королем Пруссії Фрідріхом Вільгельмом I. Виготовлена 1742 року в Кенігсберзі. У бурштинової кімнаті представлено інші твори мистецтва з бурштину.
- Гарнітури ювелірних прикрас в «Зеленому склепінні» утворюють найбільшу колекцію коштовностей Європи і є уособленням величі абсолютизму. Найраніші з них було виготовлено ще для Августа Сильного. Проте більша частина ювелірних прикрас увійшла в колекцію пізніше та відображає різні модні тенденції того часу. У колекції в залежності від використовуваного матеріалу виділяється шість різних стилів. З благородних каменів використовувалися сапфіри, карнеоли, діаманти, рубіни та перли.
- В експозиції також є багато прикрашених посудин для пиття, у тому числі келих Мартіна Лютера та чаша для пиття Івана Грозного.